# Distrito de Ayahuanco
El Distrito de Ayahuanco es uno de los doce distritos de la Provincia de Huanta, ubicada en el Departamento de Ayacucho, Perú, considerada como uno de los Distritos más pobres del Perú.
Su capital es poblado de Viracochán, ubicado a  2 692 m s. n. m.

## Historia
Fue creado por Ley No.12362 del 20 de junio de 1955, durante el gobierno de presidente Manuel Odría.

## Autoridades

### Municipales
- 2019 - 2022[2]
  - Alcalde: Esteban Maldonado Quispe, del Movimiento Regional Gana Ayacucho.
  - Regidores:

  1. Mauro Pulluco Yalupalin (Movimiento Regional Gana Ayacucho)
  2. Dimas Curo Quispe (Movimiento Regional Gana Ayacucho)
  3. Esteban Camasi Pariona (Movimiento Regional Gana Ayacucho)
  4. Delia Yupanqui Ricra (Movimiento Regional Gana Ayacucho)
  5. Marcelino Arístides Vilchez Chocce (Qatun Tarpuy)

Alcaldes anteriores
- 2003 - 2006 Pablo Maldonado
- 2007 - 2010 Pablo Maldonado
- 2011 - 2014 Lic. Rubén Limache Tapia
- 2015 - 2018 Lic. Rubén Limache Tapia

## Clima
| Parámetros climáticos promedio de Ayahuanco | Parámetros climáticos promedio de Ayahuanco | Parámetros climáticos promedio de Ayahuanco | Parámetros climáticos promedio de Ayahuanco | Parámetros climáticos promedio de Ayahuanco | Parámetros climáticos promedio de Ayahuanco | Parámetros climáticos promedio de Ayahuanco | Parámetros climáticos promedio de Ayahuanco | Parámetros climáticos promedio de Ayahuanco | Parámetros climáticos promedio de Ayahuanco | Parámetros climáticos promedio de Ayahuanco | Parámetros climáticos promedio de Ayahuanco | Parámetros climáticos promedio de Ayahuanco | Parámetros climáticos promedio de Ayahuanco |
| Mes                                         | Ene.                                        | Feb.                                        | Mar.                                        | Abr.                                        | May.                                        | Jun.                                        | Jul.                                        | Ago.                                        | Sep.                                        | Oct.                                        | Nov.                                        | Dic.                                        | Anual                                       |
| ------------------------------------------- | ------------------------------------------- | ------------------------------------------- | ------------------------------------------- | ------------------------------------------- | ------------------------------------------- | ------------------------------------------- | ------------------------------------------- | ------------------------------------------- | ------------------------------------------- | ------------------------------------------- | ------------------------------------------- | ------------------------------------------- | ------------------------------------------- |
| Temp. máx. media (°C)                       | 17.5                                        | 17                                          | 17                                          | 18                                          | 18.4                                        | 18.2                                        | 18.3                                        | 19.1                                        | 19.1                                        | 19.6                                        | 19.8                                        | 18.5                                        | 18.4                                        |
| Temp. media (°C)                            | 11.1                                        | 10.9                                        | 10.8                                        | 10.8                                        | 10.1                                        | 8.9                                         | 8.9                                         | 9.8                                         | 10.8                                        | 11.6                                        | 11.8                                        | 11.3                                        | 10.6                                        |
| Temp. mín. media (°C)                       | 4.8                                         | 4.9                                         | 4.6                                         | 3.7                                         | 1.8                                         | -0.4                                        | -0.4                                        | 0.5                                         | 2.6                                         | 3.7                                         | 3.8                                         | 4.2                                         | 2.8                                         |
| Fuente: Climate-data.org                    |                                             |                                             |                                             |                                             |                                             |                                             |                                             |                                             |                                             |                                             |                                             |                                             |                                             |